# جولیا اسپتزمارک
جولیا اسپتزمارک (سوئدی: Julia Spetsmark؛ زادهٔ ۳۰ ژوئن ۱۹۸۹) بازیکن فوتبال اهل سوئد است.

## باشگاهی
از باشگاه‌هایی که در آن بازی کرده‌است می‌توان به باشگاه فوتبال کیف اوربرو دی اف اف اشاره کرد.

## تیم ملی
وی همچنین در تیم ملی فوتبال زنان سوئد بازی کرده‌است.